# サマリア

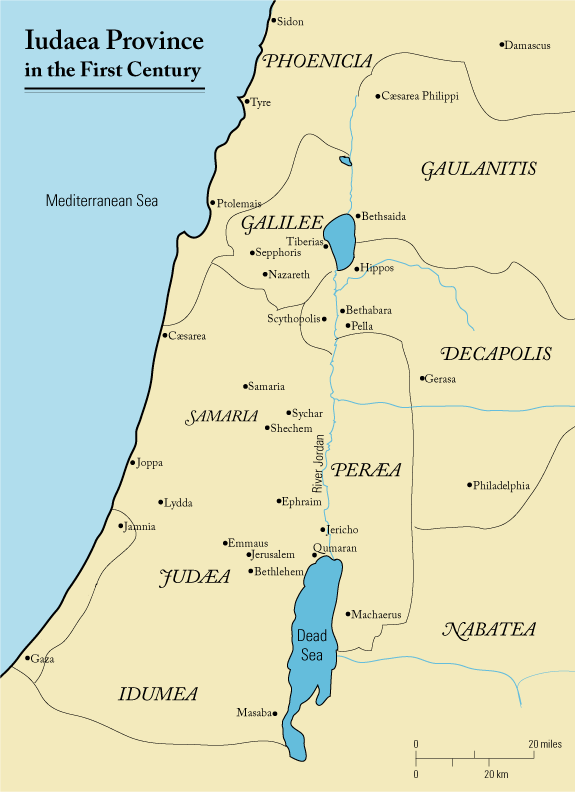
1世紀のパレスチナの属州

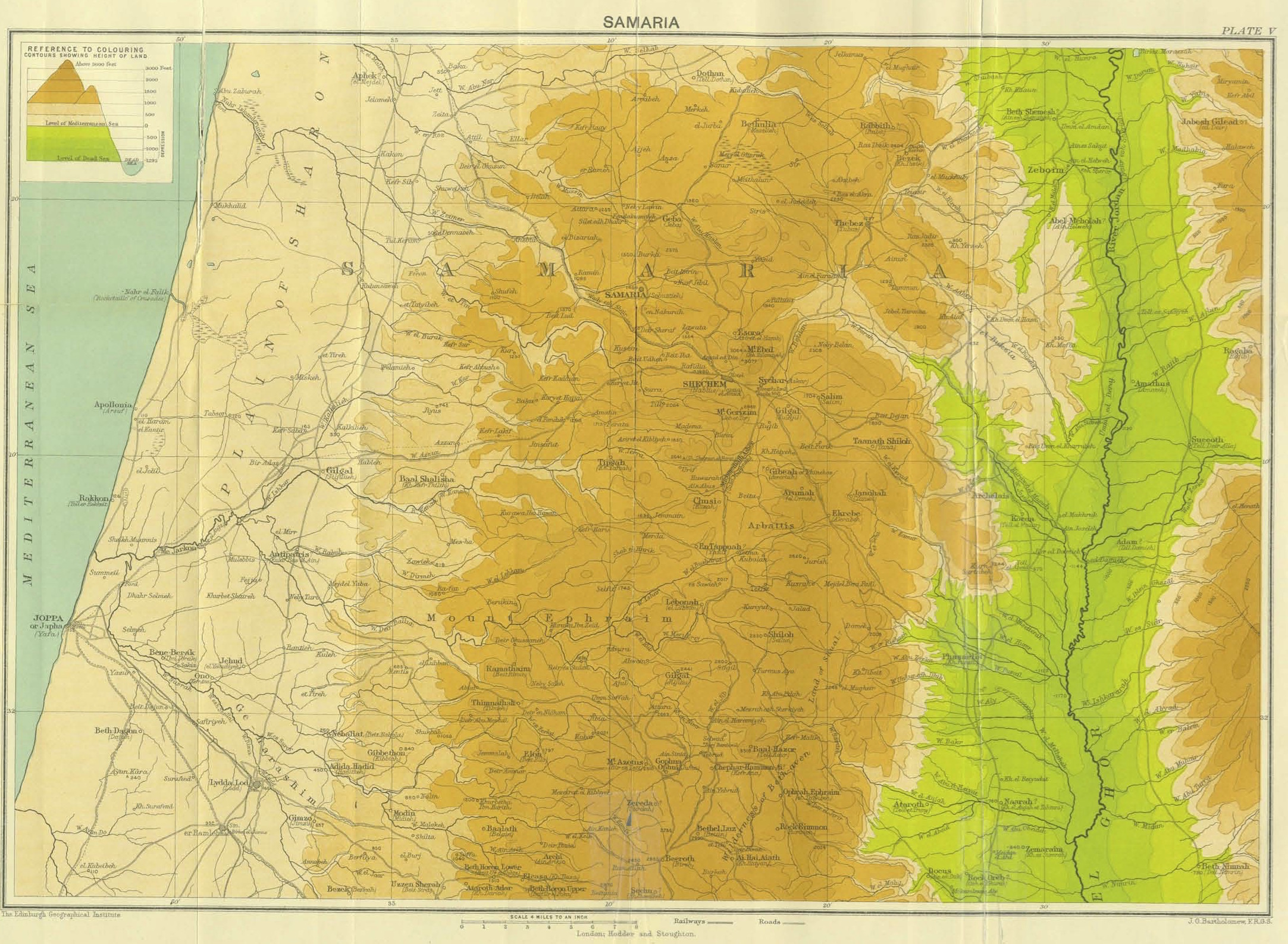
サマリアの地図（1894年）

サマリア（Samaria）は、パレスチナ中央部の地域名で、北にガリラヤ、南にユダヤが接する。おおむねイスラエルの中央地区とテルアビブ地区、およびヨルダン川西岸地区北部に相当する。
ヘブライ語ではショムロン（שומרון、Shomron）、アラビア語ではアッサマラー（السامرة、as-Sāmarah）と呼ぶが、現在のアラビア語では別名のサバスティーヤ(Sabastīya)で呼ばれることが多い。

## 呼称

北イスラエル王国
南ユダ王国

聖書の『列王記』によると、サマリアという名前は昔この辺の土地を持っていた地主「ショメル（Shemer　セメルとも）」の名前が起源とされる（日本語読みに直すと分かりにくいが、原語では「ショメル」「ショムロン」で似た音であることが分かる）。その後、新しい都を作るためこの地にあった丘を購入した北イスラエル王のオムリが前の持ち主であったショメルの名前を都市名に使うようになり、その後この辺り周辺が北イスラエル王国の中心地となったため、都市に限らずにこのあたりの地域やもっと広く北イスラエル王国そのものを指すようになった。
その後、紀元前1世紀に親ローマ的だったヘロデ王により都市が整備された際に、アウグストゥスのギリシャ語訳セバストスに因み「セバステ (Σεβαστη　尊敬すべし) 」と改名され、現在は都市が「サバスティーヤ」と呼ばれるのはこちらが語源である。
現在、西岸地区北部をサマリアと呼ぶことはシオニストに好まれ、彼らはヨルダン川西岸地区をユダヤ・サマリアと呼ぶ。

## 歴史
上述のように当初この地方は北イスラエル王国の中心部であったが、紀元前722年北イスラエル王国がアッシリアにより滅ぼされると指導者たちはアッシリアに連れていかれ（アッシリア捕囚）、代わりにバビロン、クテ、アワ、ハマテ、セファルワイムからアッシリア帝国からの移住者が入植してきて、アッシリアによりサマリア県が置かれた。
（サマリア県はアッシリアに続くバビロニア時代にも存続し、紀元前586年の南ユダ王国滅亡（バビロン捕囚）後は、その旧領土、すなわちエルサレム周辺も、一時的にサマリア県に併合された）
残された住民とアッシリアからの移住者でサマリア県（狭義）に住む人々は、後に「サマリア人」と呼ばれるようになる。
その後、この地の支配者はアッシリアからバビロニア、そして第3の支配者であるペルシャ帝国によって紀元前537年捕囚者の帰還許可が出始め、その後しばらくしてペルシャ王の給仕長だったネヘミヤが戻ってきた頃、サマリアの総督に「ホロン人のサンバラテ（サンバラト）」なる人物がついており、ヨセフスの『ユダヤ古代誌』第XI巻8章2節や後にエルサレム近郊で見つかったパピルスで紀元前4世紀頃にも同名の人物がサマリアの有力者として出てくることから、彼の一族が代々サマリア総督を務めていた可能性が高いとされる。
紀元前4世紀後半のアレクサンドロス大王の時代にサマリアの住人がアレクサンドロス軍の指揮官の一人アンドロマコスを暗殺する事件が起こり、これを知ったアレクサンドロスは紀元前331年犯人らを処罰してマケドニア人をサマリアの街に入植させ、これによりサマリアは内陸部でのヘレニズム文化中心地のひとつとなっており、先住民のサマリア人は近隣の都市シケムを拠点とするようになっていた。
しかし、サマリアの街は戦略上重要な拠点であったためディアドコイ戦争中の紀元前312年、プトレマイオス1世がサマリアを含むコイレ・シリア地方から撤退した際に破壊され、その15年ほど後にもデメトリオス1世に攻め込まれた際に破壊されるなど、幾度も戦火の被害に遭っている（破壊されたのかは不明だが、第4次・第5次シリア戦争の両方でもアンティオコス3世にサマリアが占領されたことがある）。
その後サマリアの名前が一時的に記録から出てこなくなるが、紀元前2世紀終わりに支配者であったセレウコス朝の弱体化で独立したユダヤ（ハスモン朝）がサマリアの街やシケムといったサマリア地方を制圧し、紀元前128年と紀元前107年にヨハネ・ヒルカノス1世の侵攻を受け、特に二度目の時は1年近く包囲されて破壊され放置された。
それから40年以上たった紀元前63年にグナエウス・ポンペイウスがハスモン朝の内戦に介入して攻め込み、結果的にサマリア地方がハスモン朝ユダヤ王国から外されてローマのシリア属州に組み込まれ、シリア総督のアウルス・ガビニウスの復興事業でサマリアの街は再建されたが、帝政時代になるとアウグストゥスはユダヤの王ヘロデにサマリア地方を与えた。ヘロデはこの時まで往時の繁栄を取り戻すことができなかったサマリアの街に除隊兵と周辺の住民からなる6000人を入植・定住させ、防衛設備などを整えてかなりの規模で拡大し、自分にこれを与えてくれたアウグストゥスに捧げる神殿を築くと、この再建された都市を彼をたたえて「セバステ」と改名した（紀元前25年ごろ）。
ヘロデの死後、サマリア地方は彼の息子のアルケラオスの手に渡ったが、彼が失策をしたためローマは彼を追放し、紀元6年ここを南方の狭義のユダヤ地方とイドメア地方と共にユダヤ属州にまとめられアグリッパ1世の統治下（40-44年）の一時的な期間を除き、ユダヤ総督の管理下に置かれていた。
これ以後はセプティミウス・セウェルス皇帝の時代にセバステに植民地が築かれた記録が残っているが、ネアポリスが繁栄していく傍らで重要性が低下してエウセビオスから「小さな都市」と呼ばれるまでになっていた。。

## 聖書における描写
詳細はサマリア人にて。